# Jackson (Mississippi)
Jackson Mississippi fővárosa, amely egyben a legnagyobb település is az államban. Elsőként a franciák létesítettek itt egy kereskedelmi állomást, amely később is fontos megálló állomás volt, az északkeletről délnyugatra vezető útvonalon.
1821-ben lett főváros, ekkor még kis település volt. Nevét Andrew Jackson elnökről kapta. Erről a területről is ő üldözte ki az indiánokat.
A modern Jackson, ipari és oktatási központ. A város szép lakónegyedei mellett ott vannak a nyomorúságos házak is.
Az állam törvényhozási épülete a város szívében van. Az 1903-ban elkészült State Capitol épületét szép park veszi körül. Az épületben a törvényhozás intézményei kaptak helyet. Emellett itt működik a legfelsőbb bíróság, az állami könyvtár, s a "Dicsőséges csarnok" (State Hall of Fame, ahol az állam legnevezetesebb személyeinek a szobrait helyezték el.
Innen nem messze a "Capitol Hill"-en áll az 1842-ben épült ház, mely ma a kormányzó szolgálati háza. A polgárháború előtt a ház a Dél, majd az Észak főparancsnokainak főhadiszállása volt.
A Mynelles Gardens parkban a délen honos kaméliák, azéliák, s magnóliák virágoznak. A Livingstone Parkban van az állam nevezetes állatkertje, mely egyúttal uszoda is.
Nagyon kedvelt turisztikai célpont a Waterways Experiment Station, (Vízügyi Kísérleti Állomás) amely vízkutatási célokra épült, és a folyó teljes vízgyűjtő területének modelljét mutatja be, mintegy 150 holdon. Itt tanulmányozzák az áradások természetét.

## Éghajlata
Jackson éghajlata párás, szubtrópusi. A nyár forró, a tél enyhe és rövid. A csapadék eső formájában hullik, mennyisége a magyarországinál bőségesebb, közel kétszerese. Az éghajlati viszonyokról az alábbi adatok mutatnak jellemző képet.
| Hónap                         | Jan. | Feb. | Már. | Ápr. | Máj. | Jún. | Júl. | Aug. | Szep. | Okt. | Nov. | Dec. | Év   |
| ----------------------------- | ---- | ---- | ---- | ---- | ---- | ---- | ---- | ---- | ----- | ---- | ---- | ---- | ---- |
| Átlagos max. hőmérséklet (°C) | 13,1 | 15,6 | 20,7 | 25,2 | 28,2 | 32,6 | 33,6 | 33,3 | 31,1  | 26,2 | 20,7 | 15,3 | 24,7 |
| Átlagos min. hőmérséklet (°C) | 0,4  | 2,1  | 6,7  | 11,1 | 15,6 | 19,5 | 21,4 | 20,9 | 17,6  | 10,2 | 5,7  | 2,3  | 11,2 |
| Átl. csapadékmennyiség (mm)   | 133  | 119  | 148  | 142  | 128  | 81   | 115  | 96   | 90    | 83   | 122  | 150  | 1407 |
| Forrás: Világmeteorológia     |      |      |      |      |      |      |      |      |       |      |      |      |      |

## Népesség
| 2010 | 173 514 |
| 2020 | 153 701 |